# 丑三つ亭
『丑三つ亭』（うしみつてい）は、毎日放送（MBSテレビ）で不定期に放送されていた寄席風の演芸謎掛け番組である。
主な出演者は宮根誠司（司会）、桂ざこば（判定人）、小佐田定雄（落語作家）、桂米朝（第1回目のみVTR）、林家染丸（第2回目のみ開会の辞）。
初回では、スタジオに集められた若手落語家42人が「落語家とかけて」というお題の謎掛けに夜通しで挑戦。巧い回答を出した者から抜けていき（もちろん他の者と似通った回答は不可）、42人全員が抜けるまでスタジオから解放されないという企画であった。しかし、このルールを逆手に取り、巧い回答が思いついたのにわざと思いつかない振りをしてテレビに長く映ろうとする参加者がいたことから、2回目以降は1対1で駄洒落や枕の技術を競う勝ち抜き戦で行われるようになった。
しかし、MBS側の編成上の都合に加え司会者の宮根が『情報ライブ ミヤネ屋』、『Mr.サンデー』などの生放送を担当するようになった関係だったり、米朝が2015年に他界したため、2007年10月の第3回を持って休止状態に入ってる。

## 放送日
- 第1回：2006年5月26日
- 第2回：2007年3月27日 24:25 - 25:25
- 第3回：2007年10月6日 15:24 - 17:00

## スタッフ
- 構成：武輪真人、上地茂晴
- 題字：坂上大介
- 技術：高木久之
- クレーン：保山耕一
- ウラSW：高田仁、高沖秀明
- 編集：杉野輝雄
- 効果：久保秀夫
- 美術：松尾光生
- タイトル：宮本由紀子
- ケータリング：下原和巳
- ディレクター：潮田尚久、前田大助、深井麗子、渡辺恒史、嘉納一貴
- 演出：遠藤伸哉
- プロデューサー：長富剛
- 制作（チーフプロデューサー）：浜田尊弘
- スタッフ協力：View、MBS企画
- 製作著作：毎日放送